# 暗黒大陸中国の真実
暗黒大陸中国の真実（あんこくたいりくちゅうごくのしんじつ、原題 Ways That Are Dark: The Truth About China）は、ラルフ・タウンゼントの1933年のノンフィクション本で、当時の中国の状況についてのタウンゼントの観察を紹介している。この本は反中国本と考えられている。 
中国の社会と文化に対する厳しい批判である本書は、中国が相当な内戦に直面していたときに書かれた。 タウンゼントは、中国の問題の原因は中国人の民族的性質の根本的な欠陥にあると主張した。 この本は米国でベストセラーになったが、支持者と批判者から非常に偏った反応にあった。 いくつかの定期刊行物で賞賛されたが、宣教師と中国研究家によって非難され、その中には「人種全体への一般的な批判」であると糾弾したオーウェン・ラティモアもいた。 中国国民党政府には禁止された。 
第二次世界大戦後、この本は世に知られない状態に陥った。1997年に白人国家主義者の出版社バーンズ・レビューから復刻され、2004年には日本語訳が出版され日本でも再び人気を博した。 

## 背景
本書は、著者の1年以上の中国生活の経験に基づいている。タウンゼントはニューヨークでジャーナリストや教育者として働いた後、1930年12月16日にアメリカ合衆国国務省に入省した。1931年12月10日から1932年1月9日まで上海で副領事を務め、その後1933年3月1日まで福州に滞在した。この本は1933年11月10日にG.P. プットナムズ・サンズ社から発売された。 

## 要旨
序文の中で、タウンゼントは本書を「不快だが、事実をありのままに提示しようとする正直な試み」であり、「暗い事実の上に明るい希望を振りかけようとする愚かな試み」をしてきた他の中国関連作家たちの「感傷的な感情」や「誤った情報」への対抗策であると述べている。彼は、中国の美徳は自明なこととして現れるだろうが、「知らない人とつきあうために相手を評価する際には、彼の欠点を知ることが重要である」と指摘している。 

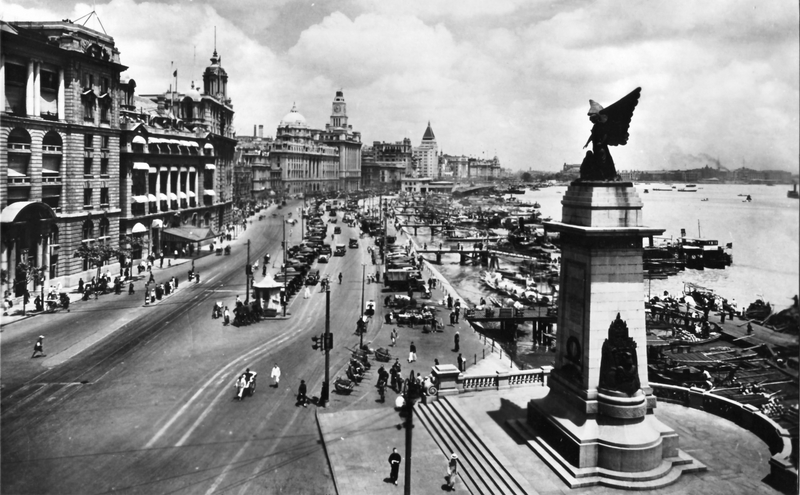
タウンゼントが物語を始める1928年の上海の堤防の写真

最初の2つの章で、彼は中国で目撃した凶悪な状況を説明している。上海は、汚い、騒々しい、汚染された犯罪・貧困・病気の巣窟として描かれているが、それでも中国の他の地域よりは裕福である。内陸部はインフラが整備されていないためにアクセスが困難で、ほとんどが旅行には安全ではなく、常に飢饉と飢餓に悩まされている。 
タウンゼントは第一章で、中国の現在の悲惨さの原因は、中国人の民族的特性にある根本的な欠陥にあるとひと主張し、第三章と第四章では、その欠陥とは何であると考えているのかを説明している。タウンゼントは、不正直は「私たち自身とは対照的に中国のメンタリティで最も目立つ特徴」であると述べる。タウンゼントは、彼が中国人の従業員、女将、店主、政府の役人に嘘をつかれた多くの例を挙げ、他の多くの領事がこのような絶え間なく続く「一つ一つの嘘が別の嘘の口実にすぎない目的のない嘘」によって、その職を追われたことを指摘している。中国人のもう一つの特筆すべき特徴は、「同胞の苦しみに無関心」なことである。タウンゼントは、数多くの個人的な逸話やまた聞きの逸話を通して、中国人は世界で唯一、他人への共感や感謝という人間の基本的な衝動を完全に理解できない民族なのではないかと論じている。中国人は他人への共感を全く感じないため、信じられないほどサディスティックで残酷な振る舞いをお互いにし、利他的な外国人を容赦なく利用する対象として見ているのである。タウンゼントが典型的な中国人の特徴として挙げる他の特徴は、臆病、金銭欲、個人の衛生観念の欠如、批判的思考能力の欠如、不誠実さ、空虚な慣例への執着などである。タウンゼントは、これらの特徴は、貧しい大衆に見られるのと同様に中国の指導者や教育を受けた層にも顕著であると考えており、彼の歴史文書の分析から、これらの特徴は現在の混乱による最近の産物ではなく、むしろ中国の国民性に深く根付いた特徴であると考えている。彼は、こういった中国人の「目立った特徴」のために、「他の国の人は中国人とまともにつきあうことができないし、中国人も同胞とまともにつきあえない」と結論づけている。 
第五章と第六章では、タウンゼントは米国が資金提供した中国内の慈善団体、特にミッションについて論じている。彼は、米国が中国に対して慈善事業で少なくとも1億6000万ドルを与えたにもかかわらず、中国のこれらの慈善団体は、たとえ世俗的な病院や学校であっても、一般的には、助けをしようとする中国の慈善活動家の餌食になっていると指摘する。これらの慈善団体は、政府が起訴を拒否する中国人による横行する略奪、放火、殺人的な暴徒の暴力にさらされている。この暴力の多くは、中国国民党の反外国人プロパガンダによって扇動され、これは「最も退化した段階でクー・クラックス・クランよりも悪い」と説明された党であり、中国への米国の援助を通じて、タウンゼントは、アメリカが自分自身に対するプロパガンダに実際に出資していると示唆する。宣教師は誠実で勤勉であるが、タウンゼントは、中国人を改革するという彼らの目標の究極の無益さについて、極度の思いこみに悩んでいることを発見した。宣教師たちは、どの程度のケアや教育を受けても中国文化の本質的な病気を根絶することはできないという確かな証拠を故意に無視している、と彼は言う。彼は、中国におけるすべての布教・慈善活動に終止符を打つことを求めている。 

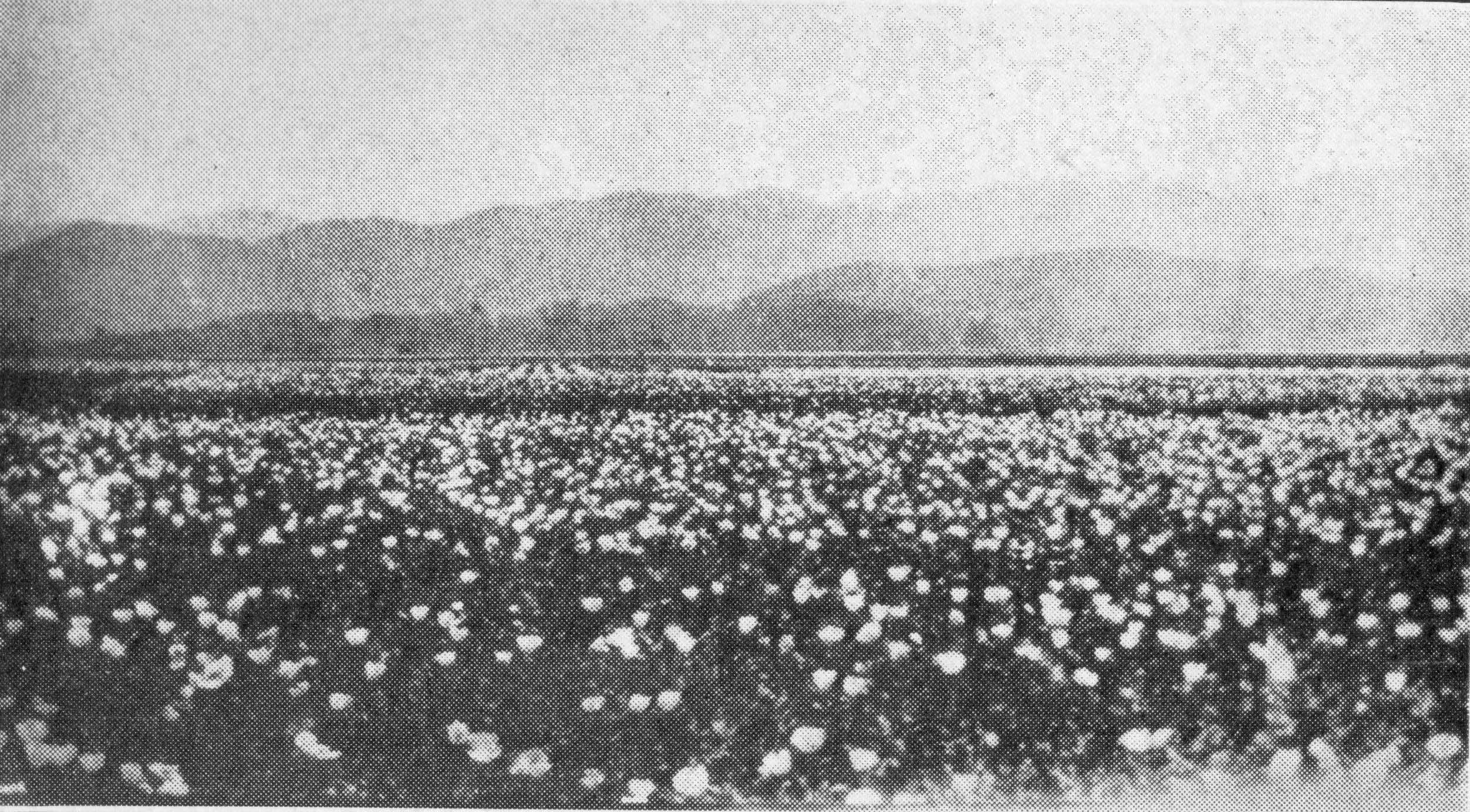
1932年に福州のタウンゼントの家からそう遠くないところで撮影されたアヘン畑

第七章では、現在進行中の中国の内戦の恐ろしさが詳細に描かれている。中国で権力を争う派閥の中で、指導者も部下も、略奪品を目的とする以外に、確固たる忠誠心や高い動機を持っている者はいないとタウンゼントは考えている。すべての人間が自分のためだけに行動していて、「中国には極小の少数の善良な人間がいる......それを感じるにはあまりにも弱すぎる」と、タウンゼントは混沌に終わりはないと予測している。暴力の多くは、中国人の8人に1人が中毒になっているアヘンによって煽られている、とタウンゼントは第8章で説明している。百姓はしばしば軍隊の費用を支払うために、地方の管理者や軍閥によってアヘンを植えることを余儀なくされる。そのため、多くの地区では食料よりもアヘンの栽培が盛んに行われており、その間、国民党の役人は国際社会に対して、アヘンの取引を抑えるための努力について、絶え間なく嘘をつく。第九章では、国民党をはじめとする軍閥の破壊行為とは対照的に、タウンゼントは中国における日本人のポジティブな影響力を賞賛している。日本人は忠誠心が強く、勇敢で、信頼でき、正直で、清廉潔白な民族であり、中国人とは正反対の民族であるとタウンゼントは考えている。タウンゼントは、1932 年の第一次上海事変について自身の実体験に基づいて説明しているが、これはおそらく中国の侵略によって引き起こされたものだと主張しており、同様に、日本の満州侵攻の決定は、張学良が行った「日本人に対する隠密の暴力という運命づけられた戦い」への適切な反応であったと見ている。タウンゼントはまた、満州国という傀儡国家を「そこに住む三千万人ほどの中国人にとっての幸福」と称賛し、「数百万人のための安定と幸福」を実現したとしている。タウンゼント氏は、手に負えない中国に対処するための日本の役割に博識な観察者は感謝していると結論づけている
最後に第十章では、タウンゼントは「後進的な中国人」がアメリカの「アジアにおける唯一の正当な問題」であると断言し、援助金を汚く使い、融資を尊重せず、外国人を虐待して攻撃し、国際麻薬法を無視し、外国からの投資を保護せず、他国との生産的な外交を行わない国にどう対処すればよいのかを問うている。中国人は優しさを弱さとしか見ていないので、どんな正の強化にも絶対に応じられないとアメリカ人に警告している。「中国人にとって、最上等から最下等の者まで、すべての人生の行為は、自分にとって何の意味もない者から、自分とその一族のためにできることを引き出すことに集中している」と彼は主張している。対照的に、彼は中国人は力を理解し、強さを尊重すると考えている。そのため、米国は甘い「感傷」的な考えを捨てて、厳しい条件なしに融資を保留したり、外国の租界や治外法権にしがみついたりするなど、「われわれの力を残酷に乱用することなく、われわれの権利を厳しく主張する」政策をとるべきだと主張している。

## 反応
本書はアメリカでベストセラーになり、『ロベソニアン』はこの本を「アメリカの有力新聞社のいくつかから惜しみない賞賛と苦い罵声を浴びせられた」と指摘している。この本は「キャサリン・マヨがマザーインディア（という本）でしたことを、中国に対して行った」と宣伝され、『フォーリン・アフェアーズ』は「センセーショナルで異端的な中国の描写」と評した。 

### 賞賛

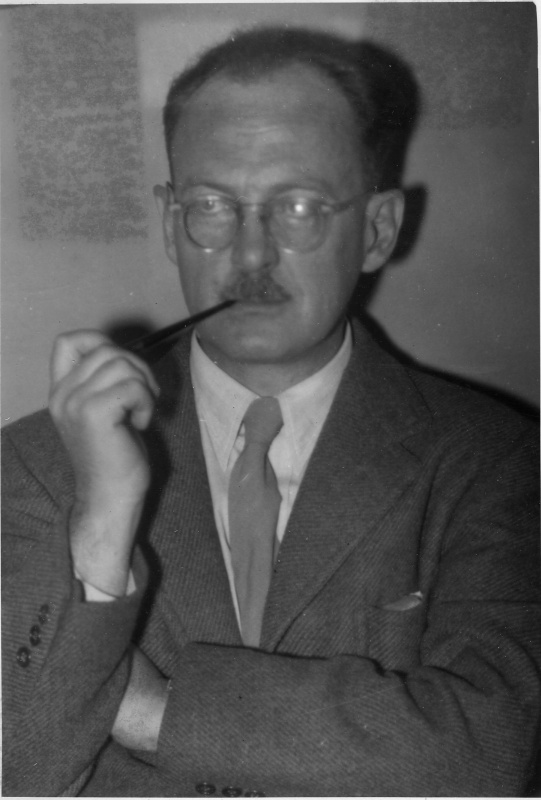
オーウェン・ラティモアは本を「人種全体の一般的な告発」として非難した。

E. フランシス・ブラウンは、『カレント・ヒストリー』に、中国国内の状況についての包括的で率直な議論と評価している。この本は中国に対して非常に否定的な立場を取っているが、ブラウンは「この非常に友好的でないことが、近年書かれてきた多くのことに対する歓迎すべき解毒剤となっており、その結論のいくつかは、アメリカの極東政策を形成する人々がよく熟考することになるかもしれない」と論じている。『クリスチャン・サイエンス・モニター』のウィリス・J・アボットは、特に中国人の社会生活や習慣に関するタウンゼントの研究を高く評価し、「中国に数週間滞在したことのある有能な観察者であれば誰でも、この本に書かれていることの多くを裏付けるだろう」と主張した。彼の賞賛は、『イングリッシュ・レビュー』のダグラス・ジェラルドにも同調され、彼はこの作品を「輝かしく、率直なもの」と評価している。 

### 否定的な批判
これに対して、『ネイション』のルイス・S・ガネットは、タウンゼントを「日本への謝罪」を書き、中国人を「日本人や欧米人とは似ても似つかない、まったく違う」と描写したと批判している。『チャイナ・ウィークリー・レビュー』では同様の否定的な評価を、「中国人なら簡単に似たような本を書けるだろうし、カポネやディリンジャー、密売人、誘拐人、強奪者の活動を強調することで、少なくともアメリカ人が白人民族の堕落した一派であることを自分の満足のいくように証明できるだろう」と指摘している。『リパブリカン』はこの本のレビューを次のように締めくくっています。「彼の観察のプレゼンテーションを通して、彼の言葉を損なう思慮に欠けるバイアスの糸が走っている。我々は他の...もっと目の肥えた作家に中国についての真実を求めなければならない。 
著名な中国研究家はまた作品に批判的であった。ニューヨーク・タイムズのページで、蔣介石の私的顧問であったオーウェン・ラティモアは、洞察力に欠け、事実誤認が含まれており、また聞きの報告に頼っている本書を「人種全体に対する一般的な非難」として糾弾した。彼は、この本は「すでに確信している人々を納得させるだけだ」と述べている。ナサニエル・ペッファーも同様に、この本を「中途半端な真実、不正確さ、偏狭、無知、そして時には下品と、ロビー活動の古い話の蒸し返しだ」と非難している。タウンゼントは、最も単純で表面的なことを正確に観察することができなかった。J.O.P.ブランドはタウンゼントの結論を「全体としては...納得できない」としながらも、少なくともアヘンの章は「特に有益である」としている。 
また、この本を非難しているのは、タウンゼントが批判していた宣教師たちである。彼らはこの本を様々な定期刊行物で否定的にレビューしており、その中には、タウンゼントが「たくさんの物語を集めて、巧妙で皮肉な、異常に歪んだ方法でまとめた」と非難している『チャイニーズ・レコーダー』も含まれていた。他の否定的なレビューは、ミッショナリー・レビュー・オブ・ザ・ワールド、チャイナ・クリスチャン・イヤー・ブック、ミッショナリー・ヘラルド・アット・ホーム・アンド・アブロードに掲載されている。 
本書は、その嫌中的な視点で注目され続けている。1985年、歴史家のフランク・P・ミンツはこの作品を "嫌中文学の古典 "と呼んだ。2000年には、学者のヨン・チェンは、タウンゼントの中国人の民族的特徴に対する態度を「19世紀の作家たちが広めた反中国的な偏見」から派生したものであると言及している。2004年には、作家のグレゴリー・クラークは、この本を「汚くずる賢いと言われている中国人国家と、信頼できて勤勉な日本人を対比させた、悪意に満ちた反中国本」と評している。 
この本はもともと「中国のメリーゴーラウンド」という名前だったが、最終的に出版されたタイトルはブレット・ハルテの詩「The Heathen Chinee」（野蛮な中国人）からの引用である。「The Heathen Chinee」は、アメリカへの中国人移民に反対する人たちの叫び声として使われていたが、ハルテは、19世紀のアメリカで流行した反中国的な偏屈のパロディとして意図していた。

### 政治的反応
日本陸海軍はこの本を強く支持し、数千部を購入した陸軍省と海軍省は、1934 年の初めまでに外国のジャーナリストや役人に無料で配布していた。対照的に、中国の国民政府は、1935 年から中国全土でタウンゼントの本を禁止することで対応した。それでも、ジャーナリストのジョージ・ムーラッドは、1946 年に中国の共産主義者が中国の状況について幻滅させることを期待して、アメリカの中国海兵隊にこの本の禁止コピーを配布したと報告している。 

## 日本語訳での復活

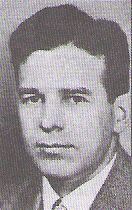
ラルフ・タウンゼント

本書は1937年にはすでに5刷目を発行していたが、1942年にタウンゼントは1937年から1940年までの間に日本の貿易情報委員会から外国代理人登録法で登録せずに金を受け取っていたとして投獄された。1997年に白人至上主義者の雑誌『バーンズ・レビュー』が新版を出すまで、この本は再版されなかった。 
バーンズ・レビューはその後、2004年に二人の日本人訳者（田中秀雄・先田賢紀智）により訳・出版され、反響をよんだ、2007年に普及版で再刊された。グレゴリー・クラークは、「暗黒大陸中国の真実」と題した『Ways That Are Dark: The Truth About China』の日本語版が、保守右派の間で人気を博したことを指摘している。  
訳者の田中秀雄は、「自分が直接目の当たりにした中国人の本性を辛辣に、生々しく報告している」と、月刊誌『諸君!』の中でタウンゼントの「洞察力の深さ」について絶賛している。もう一人の訳者の先田賢紀智も、藤岡信勝主宰の自由主義史観研究会の関連誌にて、この本を絶賛している。本書を「中国の正体を理解するための必読書」と呼び、タウンゼントの思想は今日の日中関係を行う上で重要な教訓を与え続けていると論じている。また、読売新聞にも肯定的に批評された。
- 『暗黒大陸中国の真実』（田中秀雄・先田賢紀智共訳、芙蓉書房出版、2004年、普及版2007年、新版2020年）ISBN 978-4829504079
- 『アメリカはアジアに介入するな!』（田中秀雄・先田賢紀智共訳、芙蓉書房出版、2005年）ISBN 978-4829503614
  - 増訂版『続 暗黒大陸中国の真実　ルーズベルト政策批判』（田中秀雄・先田賢紀智共訳、芙蓉書房出版、2020年）ISBN 978-4829508022